# 무빈 송씨
무빈 (懋嬪, 17세기 ~ 1729년) 송씨는 주사 김주의 딸이자, 옹정제의 빈이다. 무빈이 낳은 황장녀와 3녀가 모두 요절했다.

## 생애
강희 연간, 다라패륵 윤진의 옹왕부에 시첩으로 들어가 격격으로 불렸다. 강희 33년 (1694년) 3월 16일 축시, 송씨는 이제 막 17세가 된 윤진에게 황장녀를 안겨주었지만, 그 달을 넘기지 못하고 요절하였다. 강희 45년 (1707년) 12월 5일, 송씨는 황3녀를 낳았지만, 황3녀 역시 황장녀처럼 한 달을 넘기지 못하고 요절했다.
옹정 원년 2월 14일, 격격 송씨를 무빈으로 진봉하였다. 그해 11월 5품관첨 1급총괄태감 유진충이 옹정제에게 제출한 내정용금의 액수를 집계한 접점은 무빈이라 하여 쌍적조금조관정 · 금테 · 항권 등에 적금을 사용한 경우이다. 12월 22일에 책봉례를 거행한다. 제문을 보면 무빈은 마음이 온후하고 천성이 온화한 여자로 여관을 고른일에 보조하였다고 한다.
옹정 8년 9월, 무빈이 세상을 떠났다. 이때 태릉이 막 공사를 시작하여 비원침을 짓기 전이었기 때문에, 후궁의 금관은 정혜사에 머물렀다가 북경 서쪽 외곽의 전촌장궁에 안치하고, 무빈에게 제사를 지내는 일은 강희제의 단빈의 예에 따라 준비하였다. 건륭 2년 12월, 제비 이씨의 금관을 따라 서릉 태릉비원침으로 옮겼다. 무빈의 묘는 오른쪽 첫번째이자, 태릉비원침 중 유일하게 빈이 안장되어있다.

## 같이 보기
- 입팔분공